# Шестакович, Юлия Викторовна
Ирина Сергеевна Толкачёва (7 декабря 1982, Москва, Россия) — российская спортсменка и тренер по синхронному плаванию, чемпионка мира и Европы, Заслуженный мастер спорта России, Заслуженный тренер России.

## Карьера
Родилась и живет в Москве.
В сборной команде России с 2001 по 2002 год. Чемпионка мира (2001), Чемпионка Европы (2002).
С 2003 года на тренерской работе. В 2009 году окончила Российский государственный университет физической культуры, спорта, молодёжи и туризма. В настоящее время — тренер СШОР «Юность Москвы» по синхронному плаванию «Труд». Тренер юношеской сборной России по синхронному плаванию.
Сестра — Виктория Шестакович.

## Награды и звания
- Заслуженный мастер спорта России (21.03.2002)[3]
- Заслуженный тренер России (22.12.2014)[3].
- Мастер спорта России международного класса